# Jozef Vengloš
Jozef Vengloš (Ružomberok; 18 de febrero de 1936-Bratislava; 26 de enero de 2021) fue un futbolista eslovaco que se desempeñaba como centrocampista y entrenador.
Dirigió en equipos como el selección de fútbol de Australia, Checoslovaquia, Malasia, Eslovaquia y Omán.
Dirigió a selección de fútbol de Checoslovaquia en Eurocopa 1980, Copa Mundial de Fútbol de 1982 y 1990.

## Clubes

### Como futbolista
| Club                 | País           | Año       |
| -------------------- | -------------- | --------- |
| ŠK Slovan Bratislava | Checoslovaquia | 1954-1966 |

### Como entrenador
| Club                                  | País           | Año       |
| ------------------------------------- | -------------- | --------- |
| Sydney FC Prague                      | Australia      | 1966      |
| Selección de fútbol de Australia      | Australia      | 1967-1969 |
| FC VSS Košice                         | Checoslovaquia | 1969-1971 |
| ŠK Slovan Bratislava                  | Checoslovaquia | 1973-1976 |
| Selección de fútbol de Checoslovaquia | Checoslovaquia | 1978-1982 |
| Sporting de Lisboa                    | Portugal       | 1983-1984 |
| Kuala Lumpur FA                       | Malasia        | 1985-1987 |
| Selección de fútbol de Malasia        | Malasia        | 1986-1987 |
| Selección de fútbol de Checoslovaquia | Checoslovaquia | 1988-1990 |
| Aston Villa FC                        | Inglaterra     | 1990-1991 |
| Fenerbahçe SK                         | Turquía        | 1991-1993 |
| Selección de fútbol de Eslovaquia     | Eslovaquia     | 1993-1995 |
| Selección de fútbol de Omán           | Omán           | 1996-1997 |
| Celtic FC                             | Escocia        | 1998-1999 |
| JEF United Chiba                      | Japón          | 2002      |